# 1832
1832 (MDCCCXXXII) je bilo prestopno leto, ki se je po gregorijanskem koledarju začelo na nedeljo, po 12 dni počasnejšem julijanskem koledarju pa na petek.

## Dogodki
- julija se z konstantinopelsko mirovno pogodbo osvoji Grčija

## Rojstva
- 23. januar - Edouard Manet, francoski slikar († 1883)
- 27. januar - Lewis Caroll, angleški pisatelj, matematik († 1898)
- 12. marec -  Charles Friedel, francoski kemik in mineralog  († 1899)
- 17. junij - sir William Crookes, angleški fizik, kemik († 1919)
- 10. julij - Alvan Graham Clark, ameriški astronom, optik († 1897)
- 16. avgust - Wilhelm Max Wundt, nemški psiholog in filozof († 1920)
- 2. oktober - Edward Burnett Tylor, britanski kulturni antropolog († 1917)

## Smrti
- 4. marec - Jean-François Champollion, francoski jezikoslovec in egiptolog (* 1790)
- 22. marec - Johann Wolfgang von Goethe, nemški pisatelj, humanist, filozof (* 1749)
- 31. maj - Évariste Galois, francoski matematik (* 1811)
- 6. junij - Jeremy Bentham, angleški pravnik, filozof (* 1748)
- 24. avgust - Nicolas Léonard Sadi Carnot, francoski matematik, fizik (* 1796)
- 27. september - Karl Christian Friedrich Krause, nemški filozof (* 1781)